# Vincent Placcius
Vincent Placcius (4. února 1642 Hamburk – 6. dubna 1699) byl německý spisovatel, knihovník, profesor, právník, polyhistor.

## Život a dílo
Placcius se narodil v Hamburku v rodině lékaře. Otec na něj měl velký vliv, byl poměrně významným lékařem, působil v Jeně a Rostocku a po zakotvení v Hamburku založil Collegium medicum. Vincent Placcius se ale nevydal na lékařskou dráhu. Otec mu nejdříve zařídil soukromé vzdělávání, pak navštěvoval hamburské gymnázium. Studoval na univerzitách v Helmstedu a Lipsku. Poté podnikl poznávací cesty po západní a jižní Evropě (Francie, Itálie). V Itálii působil jako knihovník v Padově, ve Francii v Orleáns vystudoval práva a poté přes Holandsko zamířil zpět domů. Po návratu do Hamburku nejdříve působil jako advokát, poté přednášel až do roku 1699 jako profesor morálku na hamburském akademickém gymnáziu. Věnoval se i jazykům, korespondoval se vzdělanci své doby (Gronovius, Thomasius, Leibniz, Bayle). Především jeho filozofické dopisy s Leibnizem, který patřil společně se Spinozou, k největším postavám své doby, jej řadí k tehdejším významným vzdělancům. Zemřel v roce 1699 jako svobodný mládenec. Ve své závěti stanovil, že má být vytvořena nadace pro podporu studentů a pak též nadace pro proselyty, kteří opustili židovské náboženství a konvertovali ke křesťanství.
Zanechal po sobě spisy různého obsahu (právní, filozofické, teologické apod.). Jeho základním dílem je „De Scriptis et Scriptoribus anonymis atque pseudonymous Syntagma“, „Hamburger Schriftsteller-Lexikon“, „Theatrum Anonymorum Et Pseudonymorum, Ex Symbolis & Collatione Virorum Per Europam Doctissimorum Ac Celeberrimorum, Volume 1 (French Edition)". Někdy bývá řazen do proudu tzv. raných osvícenců.